# Live at the London Palladium
Albums de Marvin Gaye
I Want You
(1976) Here, My Dear
(1978)
Live at the London Palladium est un double album live du chanteur américain Marvin Gaye. Il a été enregistré au London Palladium le 3 octobre 1976, mais contient également des chansons enregistrées à son studio de Los Angeles entre décembre 1976 et janvier 1977, dont le single Got to Give It Up.

## Pistes
L'original du disque est un double Long Play|LP vinyle, donc avec quatre faces.

### Face 1
1. Intro Theme (Ross (en), Ware) – 2 min 36 s
2. All the Way Round (Ross, Ware) – 3 min 47 s
3. Since I Had You (Gaye, Ware) – 4 min 47 s
4. Come Get to This (Gaye) – 2 min 34 s
5. Let's Get It On (Gaye, Townsend) – 6 min 43 s

### Face 2
1. Trouble Man (Gaye) – 5 min 17 s
2. Medley I – 9 min 40 s :
  - Ain't That Peculiar
  - You're a Wonderful One
  - Stubborn Kind of Fellow
  - Pride & Joy
  - Little Darling (I Need You)
  - I Heard It Through the Grapevine
  - Hitch Hike
  - You
  - Too Busy Thinking About My Baby
  - How Sweet It Is (To Be Loved By You)
3. Medley II – 9 min 31 s :
  - Inner City Blues (Make Me Wanna Holler)
  - God Is Love
  - What's Going On
  - Save the Children

### Face 3
1. Medley III (chanté par Gaye & Florence Lyles) – 11 min 41 s :
  - You're All I Need to Get By
  - Ain't Nothing Like the Real Thing
  - Your Precious Love
  - It Takes Two
  - Ain't No Mountain High Enough
2. Distant Lover (G. Fuqua, Gaye, Greene) – 6 min 38 s
3. Closing Theme / I Want You (Ross, Ware) – 2 min 47 s

### Face 4
1. Got to Give It Up (Gaye) – 11 min 48 s